# オッケー.
株式会社オッケー.（英: OK Co., Ltd. ）は、愛知県名古屋市天白区中砂町に本社を置くパチンコ・パチスロメーカー。
京楽産業.のグループ企業。旧称は株式会社まさむら遊機。

## 概要
正村商会（正村ゲージの考案者・正村竹一創業の企業）の工場長であった伊藤寿夫が、同社のパチンコ製造からの撤退後に「まさむら」の名を譲り受け、1983年に「株式会社まさむら遊機」を設立。数々のヒット作を輩出した。また、京楽産業（現 京楽産業.）との業務提携（後に同社の傘下となる）による新機種開発なども行っていたが、2005年以降は新機種の製造がなくなっていた。
2011年10月に「株式会社オッケー.」に商号変更し、京楽産業.とフィールズが協力して生産するパチンコ機のブランドとして生まれ変わった。
社名の“オッケー（OK）”は、当社のテーマである「Out of KYORAKU」の頭文字から付けられた。

## パチンコ機種一覧

### まさむら遊機
※主要機種のみ掲載
- 1991年 - 赤ちょうちん（京楽産業.「居酒屋」の兄弟機）
- 1993年 - マスタークライム2
- 1994年 - アレックス（変則確率変動機能付き権利物）
- 1996年 - マジカルチェイサー3
- 1998年 - CRナイトファンタジー2
- 2002年 - CRミラクルチェイサー
- 2003年 - CRホラーマンション
- 2004年 - CRトップクルージング
- 2005年 - CR岡本夏生の幻の雀神麗華（旧社名で唯一の新基準対応機）

### オッケー.
| 機種名                                             | 発売年月   | 備考                                                                       |
| -------------------------------------------------- | ---------- | -------------------------------------------------------------------------- |
| CR新世紀ぱちんこ攻殻機動隊 STAND ALONE COMPLEX     | 2012年9月  | 京楽・フィールズ提携&「OK!!」ブランド第1弾                                 |
| CR新世紀ぱちんこベルセルク                         | 2013年8月  |                                                                            |
| CR新世紀ぱちんこ新鬼武者                           | 2014年3月  |                                                                            |
| CRぱちんこウルトラバトル列伝 戦えゼロ!若き最強戦士 | 2015年3月  | 新枠「ULTRASTAR」採用                                                      |
| CRぱちんこアベンジャーズ                           | 2016年4月  |                                                                            |
| CRぱちんこGANTZ                                    | 2017年1月  |                                                                            |
| CR新世紀ぱちんこ新鬼武者 超・蒼剣                  | 2018年11月 |                                                                            |
| Pぱちんこ劇場霊                                    | 2019年2月  | 初の新規則対応機                                                           |
| PぱちんこGANTZ:2                                   | 2019年4月  |                                                                            |
| Pぱちんこ新鬼武者 狂鬼乱舞                         | 2019年9月  |                                                                            |
| Pぱちんこウルトラ6兄弟                             | 2020年1月  |                                                                            |
| PぱちんこGANTZ 極                                  | 2021年4月  | 遊タイム搭載                                                               |
| Pぱちんこウルトラマンタロウ2                       | 2021年4月  | 京楽産業.製、遊タイム搭載                                                  |
| PぱちんこGANTZ:3 LAST BATTLE                       | 2022年8月  |                                                                            |
| Pぱちんこウルトラマンティガ                        | 2022年10月 | 京楽産業.製                                                                |
| e ULTRAMAN 2400★80                                 | 2025年1月  | スマパチ、京楽産業.製、ラッキートリガー搭載                                |
| eシン・ウルトラマン                                | 2025年4月  | スマパチ、京楽産業.製、ラッキートリガー搭載 スキップ機能「P-スキップ」搭載 |

## パチスロ機種一覧
| 機種名                              | 発売年月  | 備考    |
| ----------------------------------- | --------- | ------- |
| ぱちスロアベンジャーズ              | 2017年6月 | 5.5号機 |
| ぱちスロウルトラセブン              | 2017年9月 | 5.5号機 |
| ぱちスロウルトラマンタロウ 暴君SPEC | 2022年4月 | 6.2号機 |

## 事業所
- 本社（名古屋市天白区）
- 東京開発本部（東京都渋谷区）